# Naemorhedus
Naemorhedus (chi Ban linh) là một chi động vật có vú trong họ Bovidae, bộ Artiodactyla. Chi này được C. H. Smith miêu tả năm 1827. Loài điển hình của chi này là Naemorhedus goral Hardwicke, 1825.

## Các loài
Cho tới rất gần đây, chi này còn bao gồm các loài tì linh (chúng nay được xếp vào chi Capricornis). Hiện nay chi ban linh còn bốn loài là:
- Sơn dương Himalaya: Naemorhedus goral
- Sơn dương đuôi dài: Naemorhedus caudatus
- Sơn dương đỏ: Naemorhedus baileyi
- Sơn dương Trung Quốc: Naemorhedus griseus

## Hình ảnh

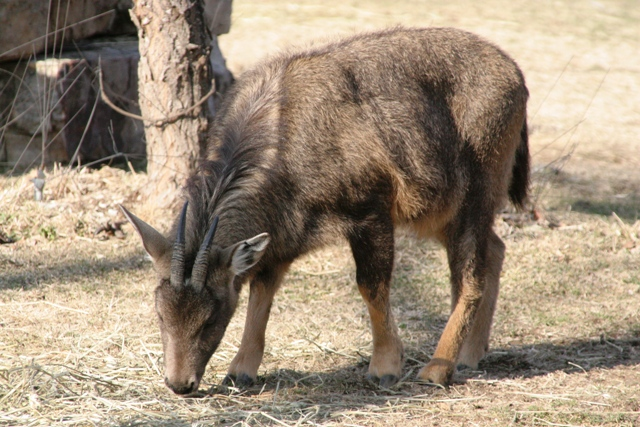
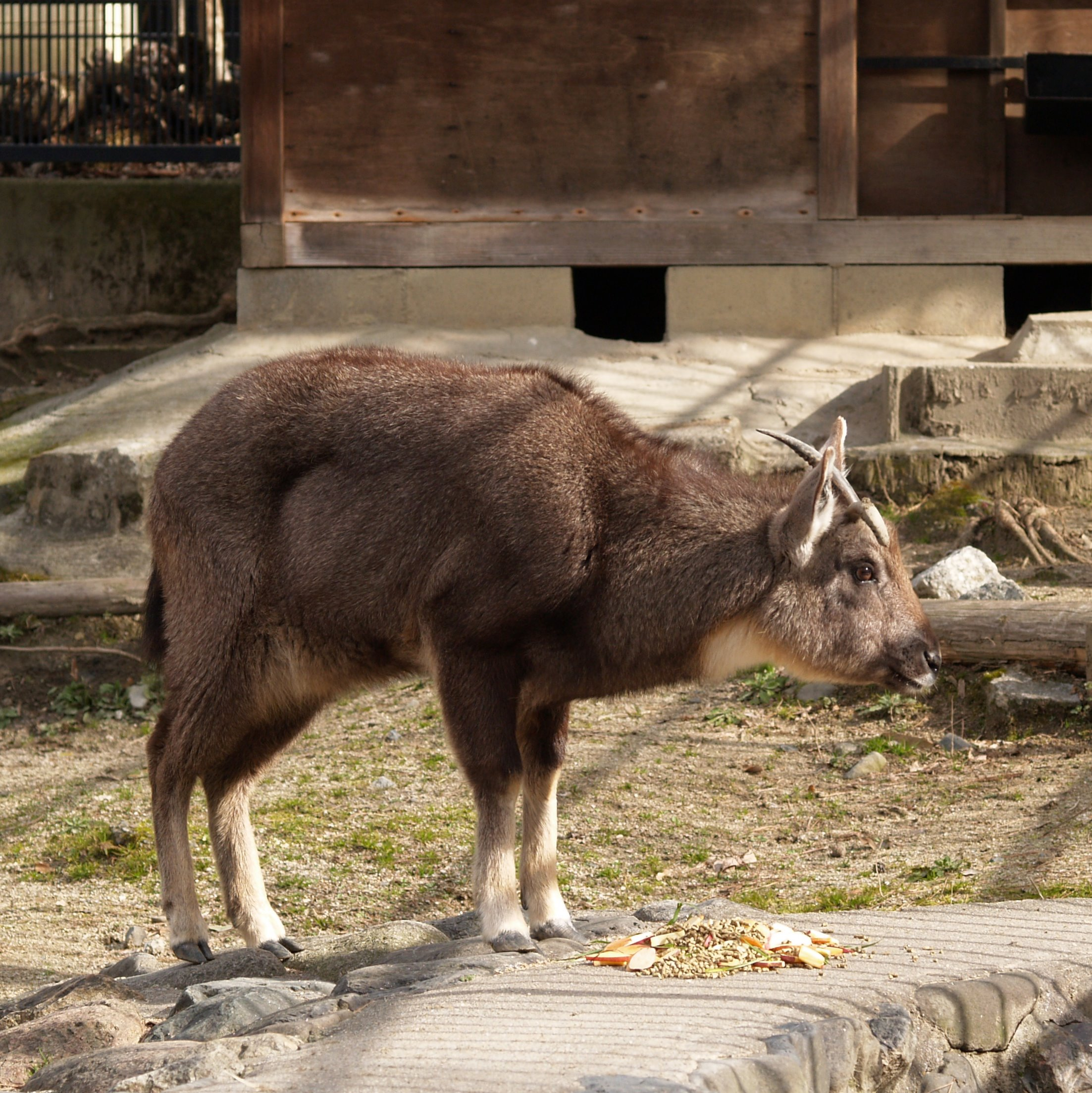
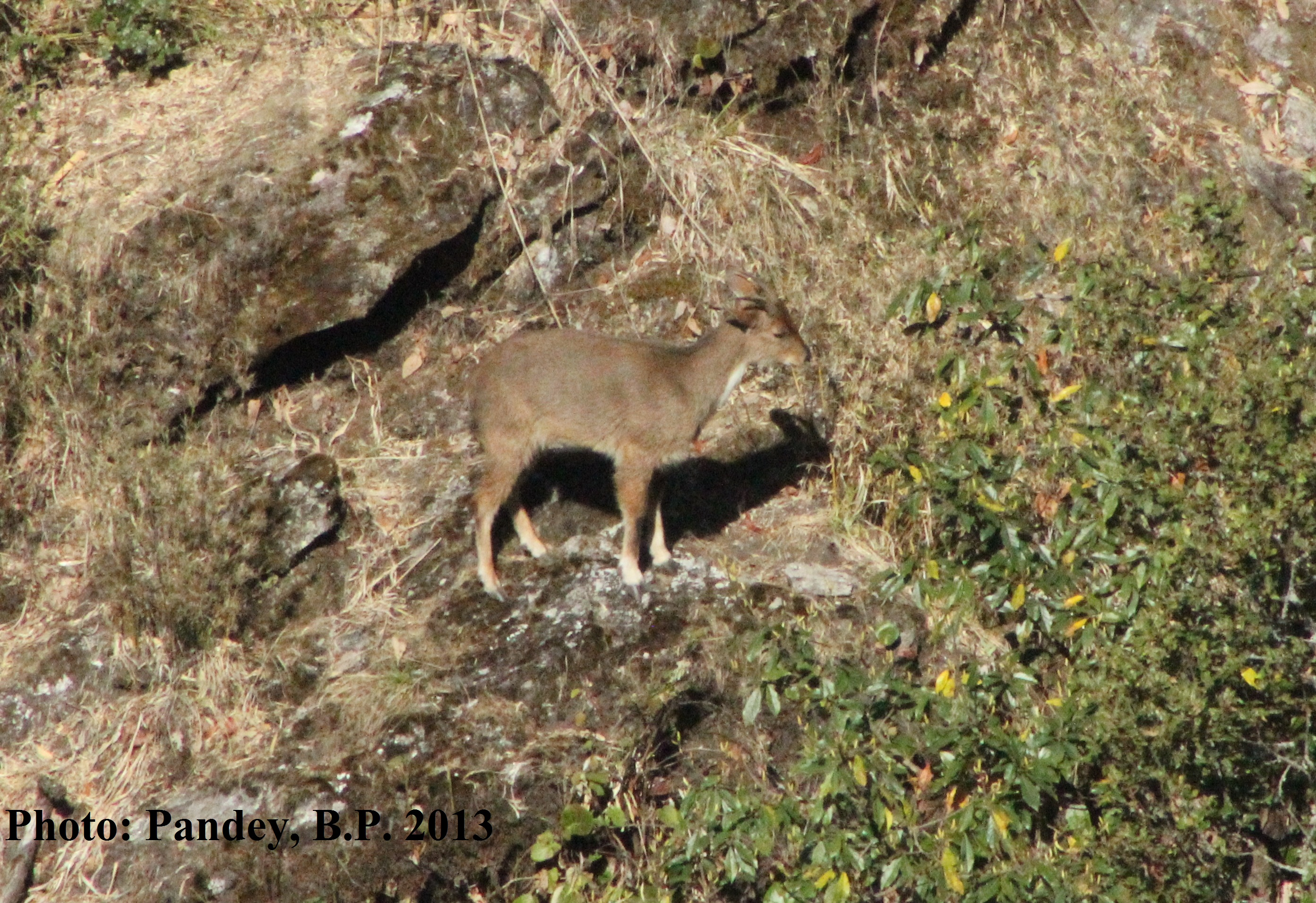